# Monika Parchomiuk
Monika Parchomiuk – polska  pedagog, dr hab. nauk społecznych, profesor uczelni Instytutu Pedagogiki Wydziału Pedagogiki i Psychologii Uniwersytetu Marii Curie-Skłodowskiej w Lublinie.

## Życiorys
W 2014 r. habilitowała się na podstawie pracy zatytułowanej Postawy pedagogów specjalnych wobec seksualności osób z niepełnosprawnością intelektualną. Została zatrudniona na stanowisku profesora uczelni na Wydziale Pedagogiki i Psychologii Uniwersytetu Marii Curie-Skłodowskiej w Lublinie.
Pracowała w Wyższej Szkole Społecznej i Przyrodniczej im. Wincentego Pola w Lublinie.